# Pedicularis heteroglossa
Pedicularis heteroglossa är en snyltrotsväxtart som först beskrevs av David Prain, och fick sitt nu gällande namn av Pusalkar och D.K.Singh. Pedicularis heteroglossa ingår i släktet spiror, och familjen snyltrotsväxter. Inga underarter finns listade i Catalogue of Life.